# Álvaro Domínguez Soto
Álvaro Domínguez Soto (Madrid, 15 maggio 1989) è un ex calciatore spagnolo, di ruolo difensore.

## Caratteristiche tecniche
Nel 2010 è stato inserito nella lista dei migliori calciatori nati dopo il 1989 stilata da Don Balón.

## Carriera

### Club

#### Atlético Madrid
"Canterano" dell'Atlético Madrid, dopo due stagioni con la squadra riserve passa stabilmente nella rosa della prima squadra, dove resta per altre tre stagioni, segnalandosi tra i migliori nel suo ruolo nella Primera División.

#### Borussia Mönchengladbach
Nel giugno 2012 l'Atlético Madrid ne ufficializza la cessione definitiva al Borussia Mönchengladbach per 8 milioni di euro e il giocatore firma per 5 anni con i tedeschi.
Il 6 dicembre 2016 comunica il suo ritiro dal calcio giocato, a soli 27 anni, a causa di persistenti problemi alla schiena.

### Nazionale
Ha disputato una partita al Mondiale Under-20 del 2009.
Nel 2012 è stato inserito tra i pre-convocati da Vicente Del Bosque per l'Europeo di calcio Polonia-Ucraina 2012, salvo poi non venire incluso nella lista definitiva dei 23.

## Statistiche

### Presenze e reti nei club
Statistiche aggiornate al 6 dicembre 2016.
| Stagione                   | Squadra                    | Campionato                 | Campionato | Campionato | Coppe nazionali | Coppe nazionali | Coppe nazionali | Coppe continentali | Coppe continentali | Coppe continentali | Altre coppe | Altre coppe | Altre coppe | Totale | Totale |
| Stagione                   | Squadra                    | Comp                       | Pres       | Reti       | Comp            | Pres            | Reti            | Comp               | Pres               | Reti               | Comp        | Pres        | Reti        | Pres   | Reti   |
| -------------------------- | -------------------------- | -------------------------- | ---------- | ---------- | --------------- | --------------- | --------------- | ------------------ | ------------------ | ------------------ | ----------- | ----------- | ----------- | ------ | ------ |
| 2007-2008                  | Atlético Madrid B          | SD                         | 21         | 0          | -               | -               | -               | -                  | -                  | -                  | -           | -           | -           | 21     | 0      |
| 2008-gen. 2009             | Atlético Madrid B          | SD                         | 23         | 0          | -               | -               | -               | -                  | -                  | -                  | -           | -           | -           | 23     | 0      |
| Totale Atlético Madrid B   | Totale Atlético Madrid B   | Totale Atlético Madrid B   | 44         | 0          |                 |                 |                 |                    |                    |                    |             |             |             | 44     | 0      |
| gen.-giu. 2009             | Atlético Madrid            | PD                         | 3          | 0          | CR              | 1               | 0               | UCL                | 1                  | 0                  | -           | -           | -           | 5      | 0      |
| 2009-2010                  | Atlético Madrid            | PD                         | 26         | 0          | CR              | 8               | 0               | UCL+UEL            | 4+8                | 0                  | -           | -           | -           | 46     | 0      |
| 2010-2011                  | Atlético Madrid            | PD                         | 19         | 2          | CR              | 3               | 0               | UEL                | 5                  | 0                  | SU          | 1           | 0           | 28     | 2      |
| 2011-2012                  | Atlético Madrid            | PD                         | 28         | 3          | CR              | 1               | 0               | UEL                | 10+2               | 1                  | -           | -           | -           | 41     | 4      |
| Totale Atlético Madrid     | Totale Atlético Madrid     | Totale Atlético Madrid     | 76         | 5          |                 | 13              | 0               |                    | 30                 | 1                  |             | 1           | 0           | 120    | 6      |
| 2012-2013                  | Borussia M'gladbach        | BL                         | 30         | 2          | CG              | 2               | 0               | UCL+UEL            | 1+7                | 0                  | -           | -           | -           | 40     | 2      |
| 2013-2014                  | Borussia M'gladbach        | BL                         | 21         | 1          | CG              | 1               | 0               | -                  | -                  | -                  | -           | -           | -           | 22     | 1      |
| 2014-2015                  | Borussia M'gladbach        | BL                         | 24         | 0          | CG              | 2               | 0               | UEL                | 8                  | 0                  | -           | -           | -           | 34     | 0      |
| 2015-2016                  | Borussia M'gladbach        | BL                         | 6          | 0          | CG              | 1               | 0               | UCL                | 3                  | 0                  | -           | -           | -           | 10     | 0      |
| 2016-2017                  | Borussia M'gladbach        | BL                         | 0          | 0          | CG              | 0               | 0               | UCL                | 0                  | 0                  | -           | -           | -           | 0      | 0      |
| Totale Borussia M'gladbach | Totale Borussia M'gladbach | Totale Borussia M'gladbach | 81         | 3          |                 | 6               | 0               |                    | 19                 | 0                  | -           | -           | -           | 106    | 3      |
| Totale carriera            | Totale carriera            | Totale carriera            | 201        | 8          |                 | 19              | 0               |                    | 49                 | 1                  |             | 1           | 0           | 270    | 9      |

### Cronologia delle presenze e gol in Nazionale
| Cronologia completa delle presenze e delle reti in nazionale ― Spagna | Cronologia completa delle presenze e delle reti in nazionale ― Spagna | Cronologia completa delle presenze e delle reti in nazionale ― Spagna | Cronologia completa delle presenze e delle reti in nazionale ― Spagna | Cronologia completa delle presenze e delle reti in nazionale ― Spagna | Cronologia completa delle presenze e delle reti in nazionale ― Spagna | Cronologia completa delle presenze e delle reti in nazionale ― Spagna | Cronologia completa delle presenze e delle reti in nazionale ― Spagna |
| Data                                                                  | Città                                                                 | In casa                                                               | Risultato                                                             | Ospiti                                                                | Competizione                                                          | Reti                                                                  | Note                                                                  |
| --------------------------------------------------------------------- | --------------------------------------------------------------------- | --------------------------------------------------------------------- | --------------------------------------------------------------------- | --------------------------------------------------------------------- | --------------------------------------------------------------------- | --------------------------------------------------------------------- | --------------------------------------------------------------------- |
| 26-5-2012                                                             | San Gallo                                                             | Spagna                                                                | 2 – 0                                                                 | Serbia                                                                | Amichevole                                                            | -                                                                     | 46’ 87’                                                               |
| 30-5-2012                                                             | Berna                                                                 | Spagna                                                                | 4 – 1                                                                 | Corea del Sud                                                         | Amichevole                                                            | -                                                                     | 57’                                                                   |
| Totale                                                                |                                                                       | Presenze                                                              | 2                                                                     |                                                                       | Reti                                                                  | 0                                                                     |                                                                       |

## Palmarès

### Club

#### Competizioni internazionali
- UEFA Europa League: 2

Atlético Madrid: 2009-2010, 2011-2012
- Supercoppa UEFA: 1

Atlético Madrid: 2010

### Nazionale
- Campionato d'Europa Under-21: 1

2011